# 阿爾洛斯峰
46°33′32″N 9°35′02″E / 46.5588°N 9.5838°E

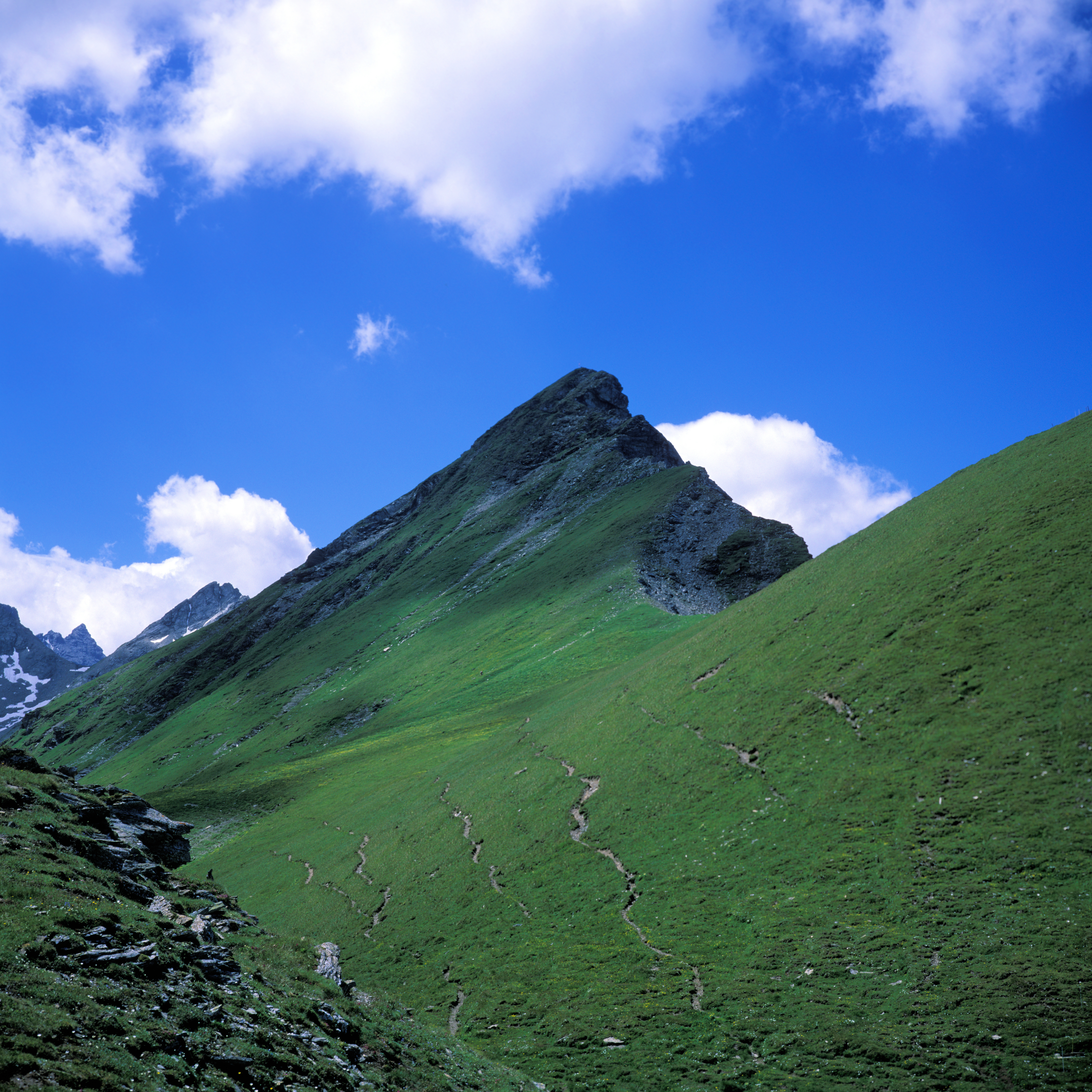

阿爾洛斯峰（Piz Arlos），是瑞士的山峰，位於該國東南部，由格勞賓登州負責管轄，屬於上哈爾布施泰因阿爾卑斯山脈的一部分，海拔高度2,697米，每年平均降雨量1,729毫米。